# Verjux
Verjux é uma comuna francesa na região administrativa de Borgonha-Franco-Condado, no departamento Saône-et-Loire. Estende-se por uma área de 12,21 km². Em 2010 a comuna tinha 536 habitantes (densidade: 43,9 hab./km²).